# Бригадефюрер

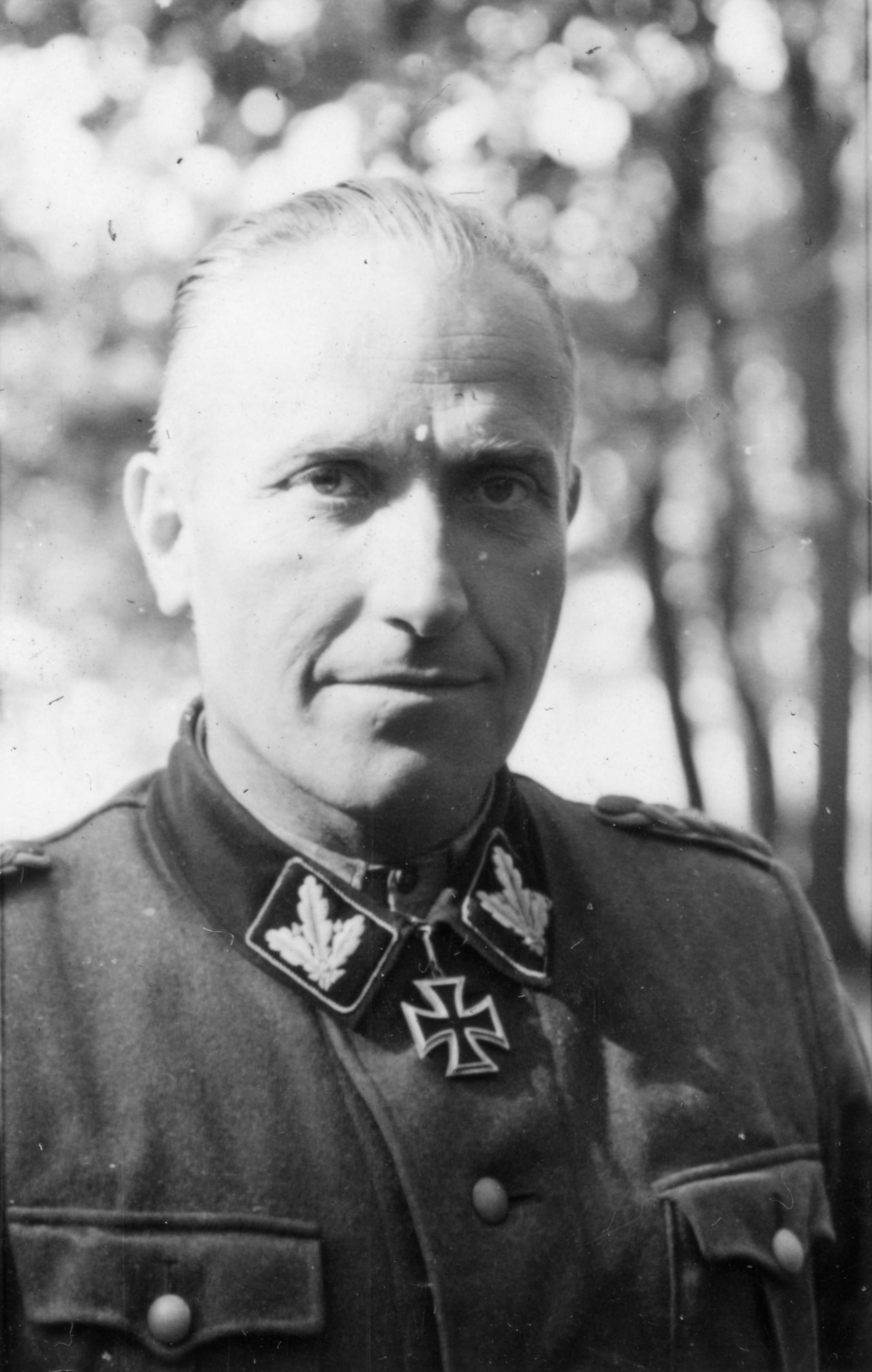
CC-Бригадефюрер та генерал-майор Ваффен-СС Герман Прісс

СС-Бригадефю́рер (нім. SS-Brigadeführer) — спеціальне військове звання вищих фюрерів СС (нім. Schutzstaffel) та СА (нім. Sturmabteilung).
Було запозичено з організації «Сталевий шолом», де було аналогічним за посадою та повноваженнями.
19 травня 1933 введено в структуру СС, як звання керівників основних територіальних підрозділів СС Оберабшніт (нім. SS-Oberabschnitte). Це найвищий структурний підрозділ організації СС. Всього в нацистській Німеччині їх налічувалося 17. Його можна дорівняти до армійського округу, тим паче, що територіально межі кожного оберабшніта збігалися з межами армійських округів.
Оберабшніт не мав в своєму складі чітко певної кількості абшнітів. Це залежало від розмірів території, кількості розміщених на ній формувань СС, чисельності населення. Найчастіше в оберабшніті налічувалося три абшніта і декілька спеціальних формувань: один батальйон зв'язку (нім. SS Nachrichtensturmbann), один саперний батальйон (нім. SS Pioniersturmbann), одну санітарну роту (нім. SS Sanitaetssturm), допоміжне резервне відділення з членів СС за віком старше 45 років, або жіноче допоміжне відділення (нім. SS Helferinnen).
З 1936 у Ваффен-СС відповідало званню генерал-майора і посаді командира дивізії. Зміна знаків розрізнення вищих фюрерів (генералів) СС в квітні 1942 року була викликана введенням звання оберстгруппенфюрер і бажанням уніфікувати кількість зірочок на петлицях і на погонах, які носилися на всіх інших видах форми, окрім партійної, оскільки із збільшенням кількості частин Ваффен-СС все частіше виникали проблеми з коректним розпізнаванням звань СС звичайними військовослужбовцями вермахту. Починаючи з цього звання СС у разі призначення його володаря на посаду військової (з 1936 року) або поліцейської (з 1933 року) служби він отримував дублююче звання відповідно до характеру служби:
- бригадефюрер СС і генерал-майор поліції — нім. SS Brigadefuehrer und der General-maior der Polizei
- бригадефюрер СС і генерал-майор Ваффен-СС — нім. SS Brigadefuehrer und der General-maior der Waffen SS

Знаки розрізнення CC Бригадефюрера та генерал-майора військ СС з 1942 року (до того — 2 дубових листки та зірка в петлиці)

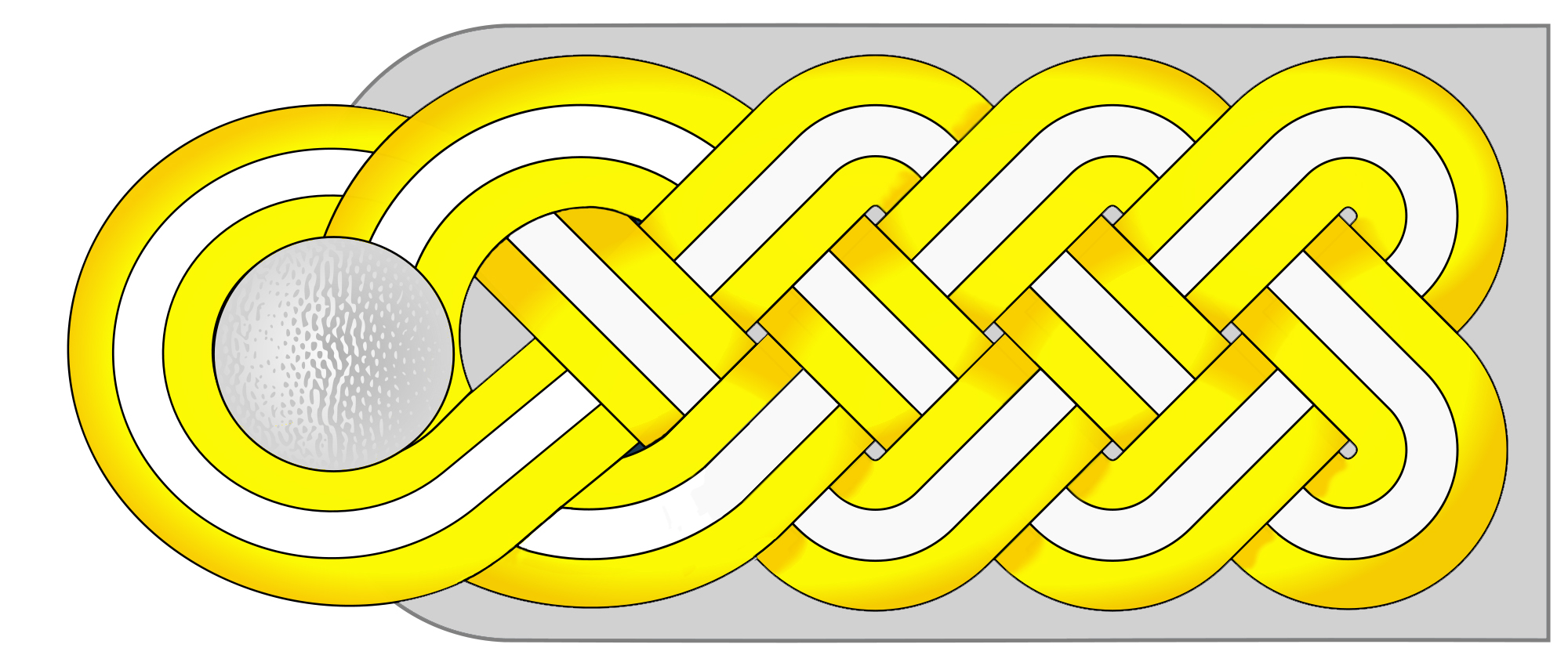
Погон
Петлиці
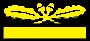
Маскувальний костюм